# Vick Fick
Simon (Vick) Fick, född 1728, död 1789, var en svensk kyrkomålare.
Fick blev mästare i Göteborgs målareämbete 1759 och burskap som målare i Göteborg 19 december 1760. Han var inflyttad från Mitau i Lettland och gifte sig med änkan Elsa Margareta Henriksson. Hon var tidigare gift med bisittaren i Göteborgs Målareämbete Lars Holm och äktenskapet med henne medförde att Fick kom att få ett visst inflytande inom Göteborgs målarskrå.